# Минжулин, Андрей Васильевич
Андрей Васильевич Минжулин (род. 6 сентября 1987) — российский легкоатлет, специалист по бегу на длинные дистанции. Выступал на профессиональном уровне в 2010-х годах, чемпион России в беге на 5000 метров в помещении, победитель и призёр ряда крупных всероссийских стартов, участник Всемирной Универсиады в Кванджу. Представлял Свердловскую область и Москву. Мастер спорта России. Тренер по лёгкой атлетике.

## Биография
Андрей Минжулин родился 6 сентября 1987 года. Занимался лёгкой атлетикой в городе Екатеринбурге Свердловской области, проходил подготовку под руководством заслуженных тренеров России И. В. Шувалова и М. М. Телятникова.
Впервые заявил о себе на всероссийском уровне в сезоне 2007 года, когда в беге на 3000 метров с препятствиями стал восьмым на молодёжном чемпионате России в Туле.
В 2008 году в беге на 5000 метров стал серебряным призёром молодёжного всероссийского первенства в Челябинске.
В 2009 году в дисциплине 5000 метров взял бронзу на чемпионате России среди молодёжи в Казани.
В 2011 году на 5000-метровой дистанции завоевал серебряную награду на зимнем чемпионате России в Москве.
На зимнем чемпионате России 2012 года в Москве стал серебряным призёром в беге на 3000 метров.
В 2014 году получил серебро в 3000-метровом беге на зимнем чемпионате России в Москве. В беге на 5000 метров одержал победу на Мемориале братьев Знаменских в Жуковском, взял бронзу на летнем чемпионате России в Казани.
На чемпионате России 2015 года в Чебоксарах стал бронзовым призёром в зачёте бега на 5000 метров. Будучи студентом, представлял страну на Всемирной Универсиаде в Кванджу — в финале дисциплины 5000 метров с результатом 14:26.56 пришёл к финишу восьмым.
В 2016 году в 5000-метровом беге Минжулин отметился победой на зимнем чемпионате России в Москве, но провалил сделанный здесь допинг-тест — его проба показала наличие мельдония, вещества, недавно включённого в список запрещённых. Спортсмен признался в длительном применении препарата, но отметил, что перестал употреблять его после включения в список запрещённых. Концентрация вещества была небольшой (55 нг/мл), и дисквалификации не последовало.
В 2017 году выиграл бронзовую медаль на чемпионате России по полумарафону в Ярославле, серебряную медаль на осеннем чемпионате России по кроссу в Оренбурге.
В 2019 году вновь стал серебряным призёром осеннего кроссового чемпионата России в Оренбурге, с результатом 2:23:34 занял 19-е место на чемпионате России по марафону в Казани.
Впоследствии работал тренером по лёгкой атлетике в Центре спортивной подготовки спортивных сборных команд Свердловской области.